# شنشيلة قصيرة الذيل
شنشيلة قصيرة الذيل أو الشنشيلة البوليفية أو الشنشيلة البيروفية أو الشنشيلة الملكية (الاسم العلمي: Chinchilla chinchilla) (بالإنجليزية: Short-tailed chinchilla)‏ هي نوع من القوارض تتبع جنس الشنشيلة من فصيلة الشنشيلات. الموطن الأصلي له هو جبال الأنديز في الأرجنتين وتشيلي وبيرو وبوليفيا. تم استغلال هذه القوارض لفروها الفاخر مما تسبب في تناقص أعدادهم بشكل كبير وأصبحت نوع مهدد بالانقراض.